# Zone de développement économique et technologique de Tianjin

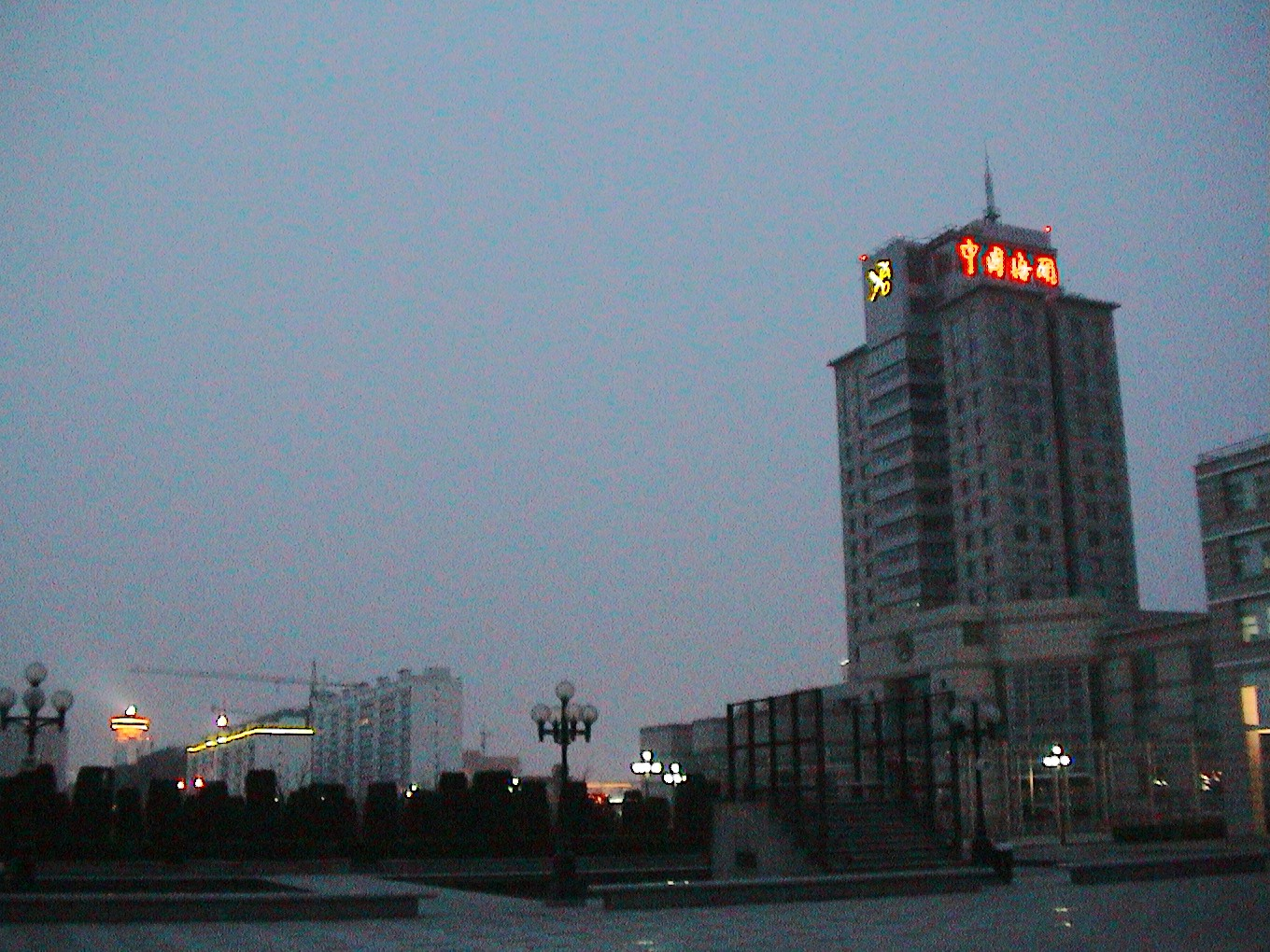
Les douanes de TEDA, Tianjin (2003)

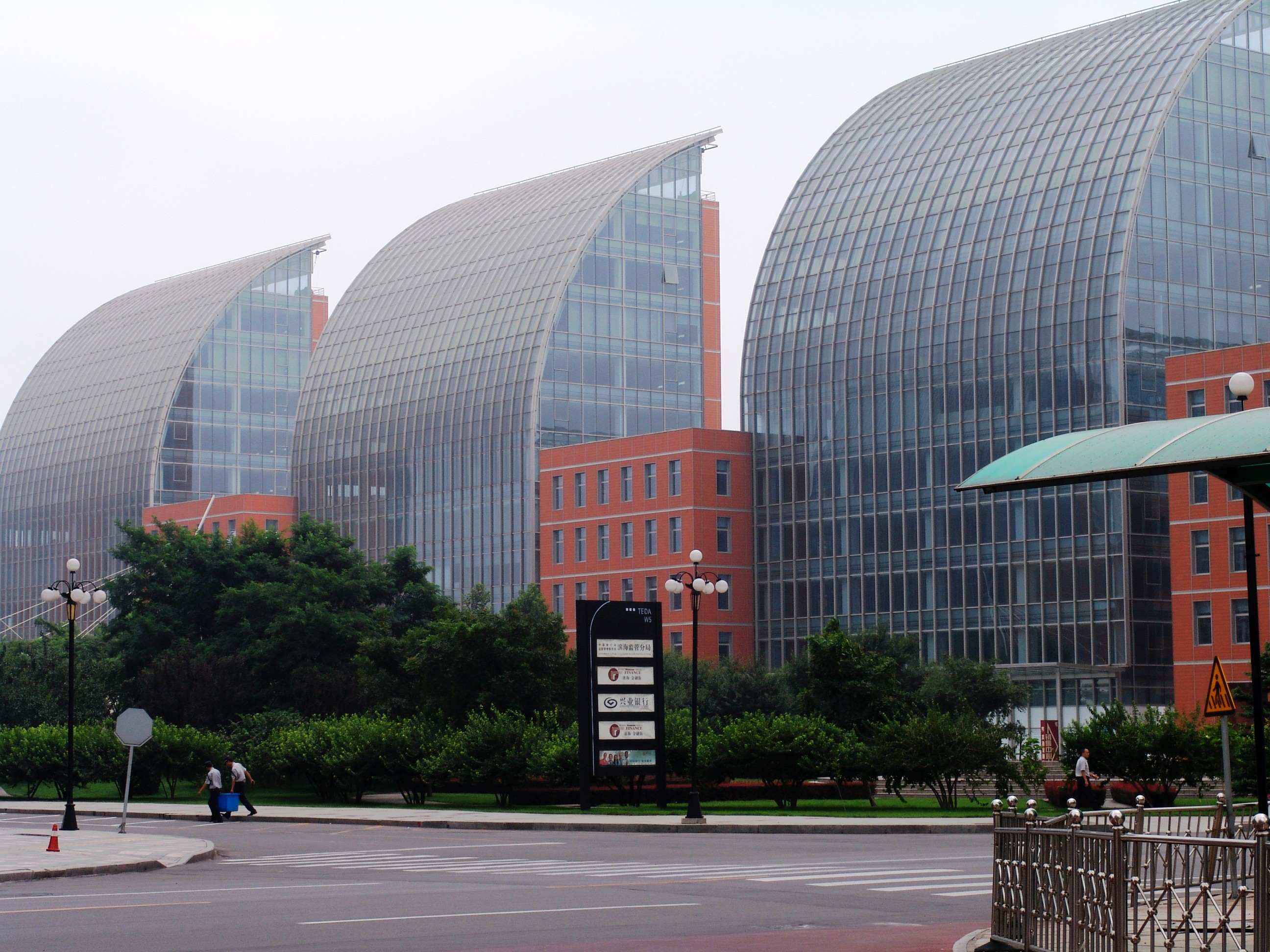
Rue de la Finance à TEDA, Tianjin (2004)

La Zone de développement économique et technologique de Tianjin (chinois simplifié : 天津经济技术开发区; chinois traditionnel : 天津經濟技術開發區; pinyin : iānjīn jīngjì jìshù kāifā qū), communément désignée par l'acronyme TEDA pour Tianjin Economic-Technological Development Area est la principale zone de libre-échange dans le District de Tanggu à Tianjin, République populaire de Chine. 

## Histoire
La Zone de développement économique et technologique de Tianjin fondée en 1984 est un vaste secteur en front de mer. Cette zone de libre échange contient un port, des bâtiments d'affaires, des zones résidentielles urbaines et un réseau important de transport ainsi que le stade de football de TEDA, utilisé par l'équipe de football, Tianjin TEDA. Ce stade a été achevé en 2004.
TEDA héberge également l'École internationale de la feuille d'érable de Tianjin (Tianjin TEDA Maple Leaf International School ou TTMLIS), anciennement appelée École avec Vue sur le Port. TTMLIS est membre du Système d'éducation de la Feuille d'érable, dont l'école mère est localisée dans la ville de Dalian dans la province du Liaoning.

## Localisation
Cette zone de libre échange est située dans le Nouveau district de Binhai de la Binhai New Area de la municipalité de Tianjin. Elle se trouve à environ 40 minutes du centre de la ville de Tianjin, 30 minutes de l'aéroport international de Tianjin Binhai et une dizaine de minutes du port de Tianjin. Elle est reliée à la ville de Tianjin par le métro de Tianjin depuis 2004.